# Pyruvatdehydrogenase
Pyruvatdehydrogenase (PDH) er fællesbetegnelsen for et enzymkompleks lokaliseret i mitokondriet bestående af tre enzymer, hvis formål er at omdanne mitokondriel pyruvat til acetyl-CoA i metabolismen. Reaktionen er et committed step, betydende, at hvis pyruvat først er omdannet til acetyl-CoA i mitokondriet, vil dette indgå i citronsyrecyklus og dermed give ophav til dannelsen af ATP.
Enzymkomplekst består af de tre følgende enzymer:
| Enzym                        | Cofactor              |
| ---------------------------- | --------------------- |
| pyruvate dehydrogenase       | TPP;(Thiamindifosfat) |
| dihydrolipoyl transacetylase | lipoat coenzym A      |
| dihydrolipoyl dehydrogenase  | FAD NAD+              |

Omdannelsen af pyruvat til acetyl-CoA består af en række reaktioner, men herunder findes en opsummeret version:
Pyruvat + CoA-SH + NAD+ = Acetyl-CoA + Co2 + NADH + H+

## Regulering
PDH er reguleret både allosterisk og ved kovalent modifikation. 

PDH hæmmes allosterisk af ATP, NADH og acetyl-CoA. 

PDH stimuleres allosterisk af ADP og pyruvat. 

### Kovalent modfikation
PDH er aktiv, når enzymet er ufosforyleret og inaktiv når det er fosforyleret. 

PDH inaktiveres derfor af kinasen PDH-kinase og aktiveres af fosfatasen PDH-fosfatase. 

PDH-kinasen stimuleres af ATP, NADH og acetyl-CoA, som derfor indirekte hæmmer PDH. 

PDH-fosfatasen stimuleres af insulin og Ca2+, som derfor indirekte aktiverer PDH.